# Linha 19 do Metrô de São Paulo
A Linha 19-Celeste é um projeto de linha metropolitana que ligará os municípios de São Paulo e Guarulhos e compreenderá o trecho entre as estações Anhangabaú (São Paulo) e a futura estação Bosque Maia (Guarulhos). A Linha se caracteriza como uma linha de integração, conectando diversas linhas de metrô, existentes e futuras. Dessa forma, ela terá uma função de conexão com a rede metroferroviária, auxiliando na redistribuição dos passageiros dentro da rede de transporte, se destacando por seu benefício socioeconômico, conectando os centros das duas cidades mais populosas do estado de São Paulo.

## História
O primeiro projeto da Linha 19-Celeste contemplava um trecho de cerca de 26,3 quilômetros ligando a estação Tancredo Neves em Guarulhos à estação Campo Belo em São Paulo, atendendo 27 estações, com uma demanda estimada em 1,1 milhão de passageiros por dia. O traçado específico da linha foi escolhido com base no traçado diretriz e em vista de uma série de alternativas visando o melhor cumprimento dos critérios gerais: 
- Técnico (características gerais da linha e desapropriações);
- Urbanístico (atendimento a equipamentos urbanos relevantes e empreendimentos);
- Transporte (integração e conectividade com outros modais);
- Socioeconômico (empregos, aspectos populacionais e custos), e
- Ambiental (áreas ambientais afetadas e impactos ambientais).[6]

No fim, foi escolhido o traçado atual compreendendo 26 estações entre Campo Belo e Bosque Maia, com cerca de 26 quilômetros de extensão. Contudo, o traçado escolhido como prioritário do projeto  foi o que compreende as 15 estações atuais do projeto "principal" (no trecho Anhangabaú/Bosque Maia) e cerca de 19,1 quilômetros de extensão, conhecida como "Fase 1" do "projeto principal", descartando alternativas como integração nas estações Sé e Luz, e atendimento a regiões como Tatuapé.

## Aspectos Técnicos do Trecho Prioritário (Anhangabaú/Bosque Maia)
O trecho prioritário terá cerca de 19,1 quilômetros de extensão, sendo 17,6 comerciais e contendo 15 estações. Toda a extensão da linha será subterrânea e possuindo 1 pátio de manutenção (Pátio Vila Medeiros) e mais 3 estacionamentos para o recolhimento de trens, sendo eles o estacionamento Catumbi (entre as estações Catumbi e Silva Teles), estacionamento Bosque Maia (após a estação Bosque Maia) e o estacionamento Bixiga (após a estação Anhangabaú).

### Características Dinâmicas do Material Rodante (no projeto)
- Capacidade para 1.500 passageiros (ocupação de 6 passageiros por m² em pé e com 12% dos lugares em assentos);
- Aceleração de 1,1m/s²;
- Desaceleração de 1,2 m/s²;
- Velocidade máxima operacional (velocidade de cruzeiro) de 80 km/h, e
- Tempo efetivo de portas abertas em cada estação de 30 s.

Com veículos com essas características, o tempo de viagem esperado entre Bosque Maia e Anhangabaú é de cerca de 29 minutos. Utilizando como base os dados de composições de outras linhas do metrô, e com a demanda estimada da linha, serão necessários 36 trens operacionais na frota da linha e mais 4 reservas, totalizando uma frota de 40 trens (segundo os estudos preliminares do projeto), informação que, posteriormente ao lançamento do Estudo de Impacto Ambiental, foi alterada para 31 trens ao todo.

### Estações das Fases 1 e 2 do Projeto
| FASE 1 (prioritária) | Estação           | Município | Profundidade    | Integração    | Alguns locais próximos relevantes |
| -------------------- | ----------------- | --------- | --------------- | ------------- | --- |
| FASE 1 (prioritária) | Bosque Maia       | Guarulhos | 28 metros       |               | Parque Bosque Maia, Av. Tiradentes, Av. Paulo Faccini e Secretaria da Fazenda. |
| FASE 1 (prioritária) | Guarulhos-Centro  | Guarulhos | 36 metros       |               | R. Dom Pedro II, Hospital Carlos Chagas e Praça IV Centenário. |
| FASE 1 (prioritária) | Vila Augusta      | Guarulhos | 20 metros       |               | Secretaria do Trabalho de Guarulhos e Corredor Metropolitano Taboão-Vila Galvão. |
| FASE 1 (prioritária) | Dutra             | Guarulhos | 27 metros       | Verde         | Internacional Shopping, Av. Guarulhos e Rod. Presidente Dutra. |
| FASE 1 (prioritária) | Itapegica         | Guarulhos | 46 metros       |               | |
| FASE 1 (prioritária) | Jardim Julieta    | São Paulo | 21 metros       |               | |
| FASE 1 (prioritária) | Vila Sabrina      | São Paulo | 20 metros       |               | Av. João Simão de Castro. |
| FASE 1 (prioritária) | Cerejeiras        | São Paulo | 28 metros       |               | Parque Oyeno. |
| FASE 1 (prioritária) | Santo Eduardo     | São Paulo | 20 metros       |               | Praça Vila Guilherme e Av. Guilherme Cotching. |
| FASE 1 (prioritária) | Vila Maria        | São Paulo | 20 metros       |               | Av. Guilherme Cotching, Corpo de Bombeiros e Universidade Nove de Julho. |
| FASE 1 (prioritária) | Catumbi           | São Paulo | 19 metros       |               | Departamento de Transportes Públicos. |
| FASE 1 (prioritária) | Silva Teles       | São Paulo | 20 metros       |               | |
| FASE 1 (prioritária) | Cerealistas       | São Paulo | 21 metros       | Coral         | Parque Dom Pedro II, Terminal Pq. Dom Pedro II (Sptrans), Museu Catavento Cultural e Mercado Municipal de São Paulo. |
| FASE 1 (prioritária) | São Bento         | São Paulo | 33 metros       | Azul          | Praça das Artes, Mercado Municipal de São Paulo, Theatro Municipal de São Paulo, Poupatempo Luz, Terminal Pq. Dom Pedro II (Sptrans), Museu da Cidade de São Paulo, Museu da Arte Brasileira e Museu do Telefone.                  |
| FASE 1 (prioritária) | Anhangabaú        | São Paulo | 30 metros       | Vermelha      | Praça das Artes, Mercado Municipal de São Paulo, Theatro Municipal de São Paulo, Poupatempo Luz, Terminal Pq. Dom Pedro II (Sptrans), Museu da Cidade de São Paulo, Museu da Arte Brasileira, SESC 24 de Maio e Museu do Telefone. |
| Fase 2 (preliminar)  | Bela Vista        | São Paulo | Sem informações | Laranja       | Feira do Bixiga, Hospital Municipal Infantil Menino Jesus, Praça Dom Orione, Teatro Ruth Escobar e Teatro Sérgio Cardoso. |
| Fase 2 (preliminar)  | Brigadeiro        | São Paulo | Sem informações | Verde         | Av. Paulista, Teatro Gazeta, Itaú Cultural e Hospital Santa Catarina Paulista. |
| Fase 2 (preliminar)  | Jardim Paulista   | São Paulo | Sem informações | Violeta       | Sem informações precisas. |
| Fase 2 (preliminar)  | Parque Ibirapuera | São Paulo | Sem informações |               | Sem informações precisas. |
| Fase 2 (preliminar)  | Itaim Bibi        | São Paulo | Sem informações |               | Sem informações precisas. |
| Fase 2 (preliminar)  | Hélio Pellegrino  | São Paulo | Sem informações | Linha 20-Rosa | Av. Hélio Pellegrino, Centro Universitário FMU e Av. Santo Amaro. |
| Fase 2 (preliminar)  | Alvorada          | São Paulo | Sem informações |               | Sem informações precisas. |
| Fase 2 (preliminar)  | Jesuíno Maciel    | São Paulo | Sem informações |               | Sem informações precisas. |
| Fase 2 (preliminar)  | Campo Belo        | São Paulo | Sem informações | Lilás e Ouro  | Shopping Ibirapuera, Av. Santo Amaro, Parque do Povo, Bosque do Brooklin, Praça Moysés Cury, Av. Jornalista Roberto Marinho e Paróquia Sagrado Coração de Jesus.                                                                   |

## Obras, Prazos e Inauguração
A construção do trecho prioritário da Linha 19-Celeste (15 estações), contará com cerca de 29.000 funcionários totais (diretos e indiretos) e com um custo de cerca de R$12,53 bilhões, sendo cerca de R$1,08 bilhão para desapropriações e o restante (cerca de R$11,45 bilhões) para a obra em si. Todas as licitações, de acordo com as informações divulgadas no Relatório de Impacto Ambiental (RIMA) do projeto, seriam feitas até 2025 e o tempo de construção esperado da linha é de cerca de 8 a 9 anos, tendo início no final de 2024 e fim programado para 2030, o que foi, em certo aspecto, contradito pelo governador Tarcísio de Freitas durante um discurso na cerimônia de chegada da tuneladora norte da Linha 6-Laranja na futura estação Brasilândia, que disse que a licitação das obras seria feita em março de 2025, já tendo em vista a contratação e elaboração do projeto executivo com as obras podendo ser iniciadas no 1° semestre de 2025, com a construção da linha sendo feita em 3 lotes de 5 estações cada. Cada um destes lotes seria escavado por uma diferente tuneladora, podendo-se ter, assim, 3 tuneladoras escavando a linha ao mesmo tempo, adiantando o prazo antes citado pelo mesmo, que constava que o projeto executivo seria contratado no fim de 2025 para que as obras se iniciassem no primeiro semestre de 2026. Ainda, de acordo com Rafael Benini, secretário da Secretaria de Parcerias em Investimentos do Estado de São Paulo, ao contrário de outros projetos de linhas na região metropolitana, as obras da Linha 19-Celeste poderiam ser inteiramente executadas pela própria Companhia do Metropolitano de São Paulo, podendo estar, após a conclusão das mesmas, à mercê de uma possível privatização.